# Самсины
Самсины — деревня в Слободском районе Кировской области в составе Бобинского сельского поселения.

## География
Находится на расстоянии примерно 13 км на восток от Нового моста через Вятку в городе Киров.

## История
Известна с 1670 года как деревня Саламатовская или Барановская с 4 дворами, в 1764 году учтено 34 жителя, деревня принадлежала Вятскому архиерею. В 1873 году в деревне (Синаматовская при альтернативных названиях Бурковская, Хомзины, Самсины) учтено дворов 6 и жителей 39, в 1905 18 и 94, в 1926 14 и 58, в 1950 15 и 57. В 1989 году отмечено 8 жителей. Нынешнее название утвердилось с 1950 года. Деревня имеет дачный характер.

## Население
Постоянное население  составляло 3 человека (русские 92%) в 2002 году, 4 в 2010.